# Terefe Maregu
Terefe Maregu ou Zwedo Maregu, né le 23 octobre 1982 au Godjam, est un athlète éthiopien, spécialiste des courses de fond. 

## Biographie
En 2004, il se classe troisième de la course courte des championnats du monde de cross-country, à Bruxelles, derrière ses compatriotes Kenenisa Bekele et Gebregziabher Gebremariam. L'équipe d'Éthiopie remporte la classement par équipes. Il participe cette même année aux championnats d'Afrique 2004 de Brazzaville et y remporte la médaille d'or du 5 000 m.
Il obtient un nouveau titre mondial par équipes lors des championnats du monde de cross 2005, à Saint-Galmier, après avoir pris la sixième place de l'épreuve individuelle.

### Palmarès
| Date | Compétition                            | Lieu          | Résultat | Épreuve                 | Performance    |
| ---- | -------------------------------------- | ------------- | -------- | ----------------------- | -------------- |
| 2004 | Championnats du monde de cross-country | Bruxelles     | 3e       | Cross court individuel  |                |
| 2004 | Championnats du monde de cross-country | Bruxelles     | 1er      | Cross court par équipes |                |
| 2004 | Championnats d'Afrique                 | Brazzaville   | 1er      | 5 000 m                 | 13 min 47 s 77 |
| 2005 | Championnats du monde de cross-country | Saint-Galmier | 6e       | Cross court individuel  |                |
| 2005 | Championnats du monde de cross-country | Saint-Galmier | 1er      | Cross court par équipes |                |

### Records
| Épreuve       | Performance    | Lieu      | Date            |
| ------------- | -------------- | --------- | --------------- |
| 5 000 m       | 13 min 6 s 39  | Rome      | 2 juillet 2004  |
| Semi-marathon | 1 h 0 min 24 s | Berlin    | 28 mars 2010    |
| Marathon      | 2 h 9 min 3 s  | Francfort | 31 octobre 2010 |